# Boboiești (okręg Neamț)
Boboiești – wieś w Rumunii, w okręgu Neamț, w gminie Pipirig. W 2011 roku liczyła 1513 mieszkańców.